# Chaetomidium leptoderma
Chaetomidium leptoderma är en svampart som först beskrevs av C. Booth, och fick sitt nu gällande namn av Greif & Currah 2007. Chaetomidium leptoderma ingår i släktet Chaetomidium och familjen Chaetomiaceae.   Inga underarter finns listade i Catalogue of Life.